# Football Club bassin d'Arcachon
 (octobre 2023).
Si vous disposez d'ouvrages ou d'articles de référence ou si vous connaissez des sites web de qualité traitant du thème abordé ici, merci de compléter l'article en donnant les références utiles à sa vérifiabilité et en les liant à la section « Notes et références ».
Maillots
Actualités
Le Football Club du bassin d'Arcachon est un club de football français fondé en 2013 et situé respectivement à Arcachon, Gujan-Mestras et La Teste-de-Buch. Il évolue lors la saison 2024-2025 en National 3.

## Historique
Le 3 juin 2004, les clubs d'Arcachon et de Gujan-Mestras fusionnent pour former le Football Club Bassin d'Arcachon Sud. En juin 2013, une nouvelle fusion a lieu entre le Bassin d'Arcachon Sud et celui de La Teste-de-Buch pour former le club actuel.
En parallèle à la première fusion, Jean-Pierre Papin commence sa carrière d'entraîneur au club à travers ce projet ambitieux. Il y reste 2 saisons de 2004 à 2006. Sous sa conduite, le club accède pour la première fois de son histoire au CFA2 en 2005 et restera à ce niveau jusqu'en 2010. Il redescend alors en Division d'Honneur pendant trois saisons frôlant la relégation au second échelon régional (DHR) en 2013 avant de remonter en CFA 2 en survolant la saison en 2014 sous la direction de Jean-Pierre L'Eglise. Malheureusement, le retour de Jean-Pierre Papin pour la saison en CFA 2 est un échec et l'équipe fait son retour en Division d'Honneur pour 2015-2016, niveau auquel elle se maintient à la fin de cette saison.
Lors de la saison 2018/2019, les dirigeants choisissent l'ancien attaquant international français Steve Savidan (1 sélection) comme entraîneur. Le FCBA évolue alors en Régional 1 (6ème échelon national). L'équipe termine en tête du championnat au terme d'une dernière journée rocambolesque. Menés 3-0 à la 80ème minute en terrain hostile chez le club de Tartas Saint Yaguen, les joueurs se surpassent et s'imposent 4-3 notamment grâce à un triplé de l'ancien international espoir français Marvin Esor (dont deux sur coup franc )
Ce jour la Marmande, Libourne et Arcachon jouaient la montée en N3 mais Le FCBA est donc promu pour la saison 2019/2020.
Dernier de la poule A après 8 journées de championnat N3 2019-2020 (1 victoire, 2 matchs nuls, 5 défaites), Steve Savidan est démis de ses fonctions. Il sera remplacé par Marvin Esor.
A l’issue de la saison 2023/2024, le club est promu en N3 (Nationale 3). 

## Logo
À l'intersaison 2013, un nouveau logo est utilisé, l'entente du club accueillant en son sein l'entité de La-Teste-de-Buch.

Évolution du logo
Logo de 2004 à 2013.
Logo de 2013 à 2025.
Logo depuis 2025.

## Palmarès
- Champion DH Aquitaine : 1994, 2005 et 2014
- Vainqueur de la Coupe de la Région Aquitaine : 2005
- Vainqueur de la Coupe du District Gironde Atlantique : 2005, 2011, 2014, 2016 et 2017
- Meilleur parcours en Championnat : Saison 2005/2006 - CFA 2 - Groupe F - 6e
- Meilleur parcours en Coupe de France : Saison 2008-2009 - 8e tour

## Bilan saison par saison des 25 dernières saisons
| Saison    | Div.                 | clas. | Pts | M.J. | 'Vic. | Déf. | B.P. | B.C. | D.B. | Coupe de France | Coupe de la Ligue |               |
| 1991/1992 | DH-Aquitaine         | 7e    | 44  | 22   | 6     | 10   | 6    | 24   | 23   | +1              | -                 | -             |
| 1992/1993 | DH-Aquitaine         | 2e    | 53  | 22   | 11    | 9    | 2    | 28   | 14   | +14             | -                 | 1/4 Finale    |
| 1993/1994 | DH-Aquitaine         | 1er   | -   | -    | -     | -    | -    | -    | -    | -               | -                 | -             |
| 1994/1995 | National3-Gr.G       | 12e   | 21  | 26   | 8     | 5    | 13   | 26   | 34   | -8              | -                 | -             |
| 1995/1996 | DH-Aquitaine         | 3e    | 64  | 24   | 11    | 7    | 6    | 27   | 19   | +8              | -                 | -             |
| 1996/1997 | DH-Aquitaine         | 7e    | 59  | 26   | 7     | 12   | 7    | 26   | 33   | -7              | -                 | -             |
| 1997/1998 | DH-Aquitaine         | 6e    | 63  | 26   | 10    | 7    | 9    | 25   | 24   | +1              | -                 | -             |
| 1998/1999 | DH-Aquitaine         | 3e    | 69  | 26   | 13    | 4    | 9    | 39   | 36   | +3              | -                 | -             |
| 1999/2000 | DH-Aquitaine         | 11e   | 53  | 26   | -     | -    | -    | -    | -    | -               | -                 | -             |
| 2000/2001 | DHR-Aquitaine-Gr.A   | 3e    | -   | -    | -     | -    | -    | -    | -    | -               | -                 | -             |
| 2001/2002 | DHR-Aquitaine-Gr.B   | 1er   | -   | -    | -     | -    | -    | -    | -    | -               | -                 | 1/2 Finale    |
| 2002/2003 | DH-Aquitaine         | 8e    | 62  | 26   | 8     | 12   | 6    | 38   | 30   | +8              | -                 | -             |
| 2003/2004 | DH-Aquitaine         | 8e    | 62  | 26   | 11    | 3    | 12   | 37   | 41   | -4              | 6e Tour           | -             |
| 2004/2005 | DH-Aquitaine         | 1er   | 88  | 26   | 19    | 5    | 2    | 44   | 11   | +33             | 7e Tour           | Victoire      |
| 2005/2006 | CFA2-Gr.F            | 6e    | 79* | 30   | 13    | 11   | 6    | 32   | 21   | +11             | 7e Tour           | -             |
| 2006/2007 | CFA2-Gr.E            | 7e    | 72  | 30   | 12    | 6    | 12   | 35   | 31   | +4              | 3e Tour           | -             |
| 2007/2008 | CFA2-Gr.E            | 6e    | 82  | 34   | 12    | 12   | 10   | 43   | 35   | +8              | 6e Tour           | -             |
| 2008/2009 | CFA2-Gr.F            | 10e   | 68  | 30   | 10    | 8    | 12   | 23   | 33   | -10             | 8e Tour           | -             |
| 2009/2010 | CFA2-Gr.F            | 16e   | 54  | 30   | 6     | 6    | 18   | 38   | 60   | -22             | 3e Tour           | 1/4 Finale    |
| 2010/2011 | DH Aquitaine         | 8e    | 60  | 26   | 9     | 7    | 10   | 27   | 30   | -3              | 7e Tour           | -             |
| 2011/2012 | DH Aquitaine         | 6e    | 62  | 26   | 10    | 6    | 10   | 42   | 32   | +10             | 5e Tour           | Finaliste     |
| 2012/2013 | DH Aquitaine         | 12e   | 54  | 26   | 6     | 10   | 10   | 22   | 27   | -5              | 5e Tour           | 1/4 Finale    |
| 2013/2014 | DH Aquitaine         | 1er   | 84  | 26   | 18    | 4    | 4    | 48   | 18   | +30             | 3e Tour           | 8e Tour       |
| 2014/2015 | CFA2-Gr.H            | 14e   | 41  | 26   | 3     | 6    | 17   | 16   | 43   | -27             | 5e Tour           | 8e Tour       |
| 2015/2016 | DH Aquitaine         | 6e    | 64  | 26   | 10    | 8    | 8    | 42   | 39   | +3              | 5e Tour           | 7e Tour       |
| 2016/2017 | R1 Aquitaine (Ex DH) | 6e    | 37  | 26   | 11    | 5    | 10   | 47   | 37   | +10             | 7e Tour           | 1/4 de finale |

- En 2005-2006, le club est pénalisé d'un point par la FFF.

## Entraîneurs
- Sous l'appellation FC Arcachon :
- 1983-1984 :  André Guesdon
- Sous l'appellation FC Bassin d'Arcachon Sud :
- Juin 2004-juin 2006 :  Jean-Pierre Papin
- Sous l'appellation FC Bassin d'Arcachon :
- Juin 2014-juin 2015 :  Jean-Pierre Papin
- Juin 2018 - Novembre 2019 :  Steve Savidan
- Depuis Avril 2021 : Marvin Esor